# Acacia walwalensis
Acacia walwalensis é uma espécie de leguminosa do gênero Acacia, pertencente à família Fabaceae.